# Gliwicekanalen

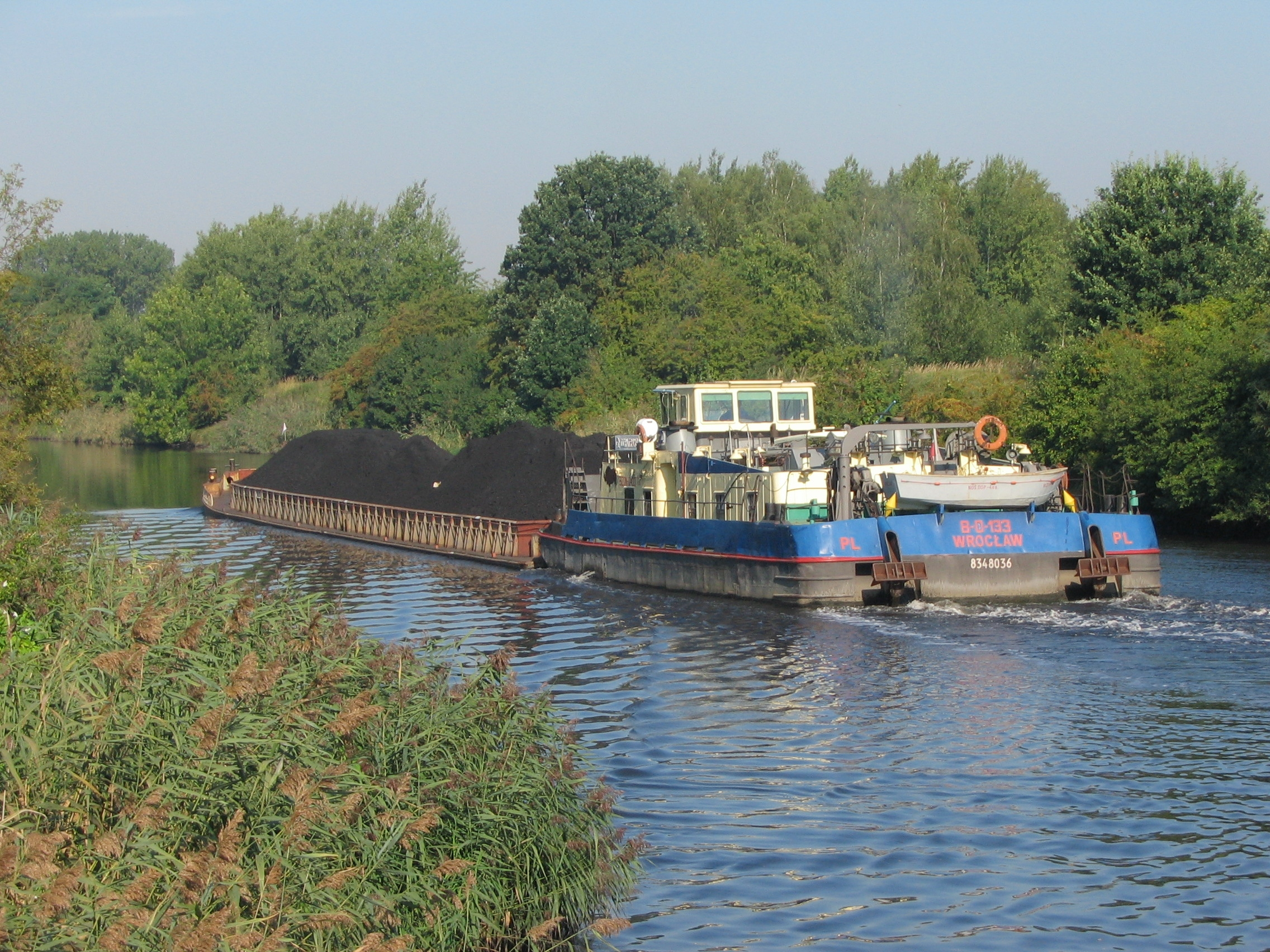
Gliwicekanalen

Gliwicekanalen är en cirka 41 kilometer lång och 38 meter bred kanal i södra Polen. Den har tidigare hetat Klodnitzkanalen och mellan 1935 och 1945 Adolf Hitler-kanalen.
Kanalen byggdes på 1930-talet och går mellan Koźle och Gliwice. Den är starkt förorenad på grund av de tunga industrierna som omgärdar den.
Gliwicekanalen har medfört att staden Gliwice har utvecklats till en av Polens viktigaste inlandshamnar.